# Newcastle upon Tyne

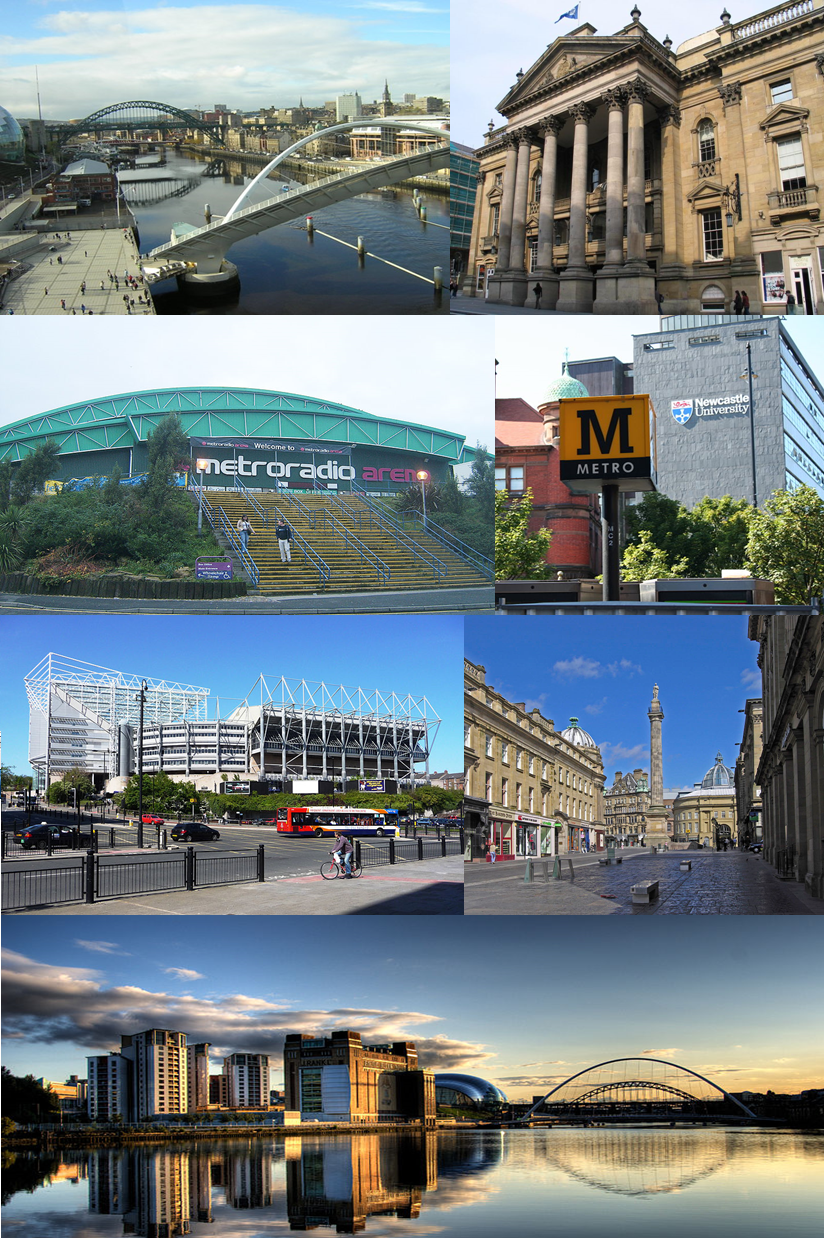
Newcastle-montage.

Newcastle upon Tyne, ofta förkortat Newcastle, är en stad i Newcastle upon Tyne storstadsdistrikt i Tyne and Wear i nordöstra England, Storbritannien. Orten har 189 863 invånare (2001), den administrativa enheten omfattar 280 177 invånare (2011) medan hela storstadsområdet, som även omfattar North Tyneside, South Tyneside och Gateshead har drygt 750 000 invånare. Staden har fått sitt namn efter normanderna som byggde träslottet New Castle (nya slottet) 1080. En person som kommer från Newcastle kallas för Geordie, vilket också är namnet på den lokala dialekten. Traditionellt har skeppsnäringen och kolexporten varit betydande för stadens ekonomi.

## Historia
Staden grundades av den romerske kejsaren Hadrianus under namnet Pons Aelius. Staden utgör den östligaste punkten av den mur som han lät bygga. Efter att romarna dragit sig tillbaka kom staden att tillhöra Northumbria och fick namnet Monkchester.
Under 800-talet kom staden att förstöras av danskarna och 1080 förstördes den åter då Odo av Bordeaux slog ned ett uppror mot normanderna. 
Ett nytt träslott byggdes upp och gav staden dess namn samma år.
Slottet var Englands nordligaste fort och kom att vara av betydelse under de många krig mellan England och Skottland som skedde de följande århundradena.
Under det engelska inbördeskriget under 1600-talet stödde staden kungen, men blev tagen av parlamentet 1644.
Staden utvecklades snabbt under den industriella revolutionen beroende på de stora kolfyndigheter som fanns i närheten. Framför allt skeppsbyggandet och den tunga industrin var av betydelse. Den brittiska industrialisten och uppfinnaren George Stephenson föddes strax väster om staden om byggde flera av hans tidiga uppfinningar i staden.
Efter andra världskriget tappade staden, liksom andra engelska städer, mycket av sin tunga industri.

## Transport
Flygplatsen Newcastle Airport hanterade omkring 4,8 miljoner passagerare 2004 och har växt snabbt under 2000-talet.
Staden har färjeförbindelse med bland annat Amsterdam, Stavanger och Kristiansand. Det gick en bilfärjelinje mellan Göteborg och Newcastle men den lades ner år 2006. Se Göteborg-Newcastle (färjelinje) för mer information.
Huvudvägen A1, som är motorväg söderut, går genom staden, liksom vägarna A19 och A69. Floden Tyne är relativt bred nära mynningen men kan passeras via Tynetunneln, 1,68 km lång.
Newcastles tunnelbana, Tyne and Wear Metro, började trafikeras 1980. Den är byggd med Stadtbahn-teknik, men går helt på särskild banvall. Den har också en sträcka där tågen trafikerar en järnväg.

## Sport
I staden finns en hästkapplöpningsbana (Newcasle Racecourse). Världens till deltagarantalet största halvmaraton, Great North Run, går mellan Newcastle och South Shields.

### Lag
- Newcastle United, fotboll
- Newcastle Falcons, rugby union
- Newcastle Diamonds, speedway
- Newcastle Eagles, basket

## Utbildning
- Newcastle University
- Northumbria University

## Sevärdheter

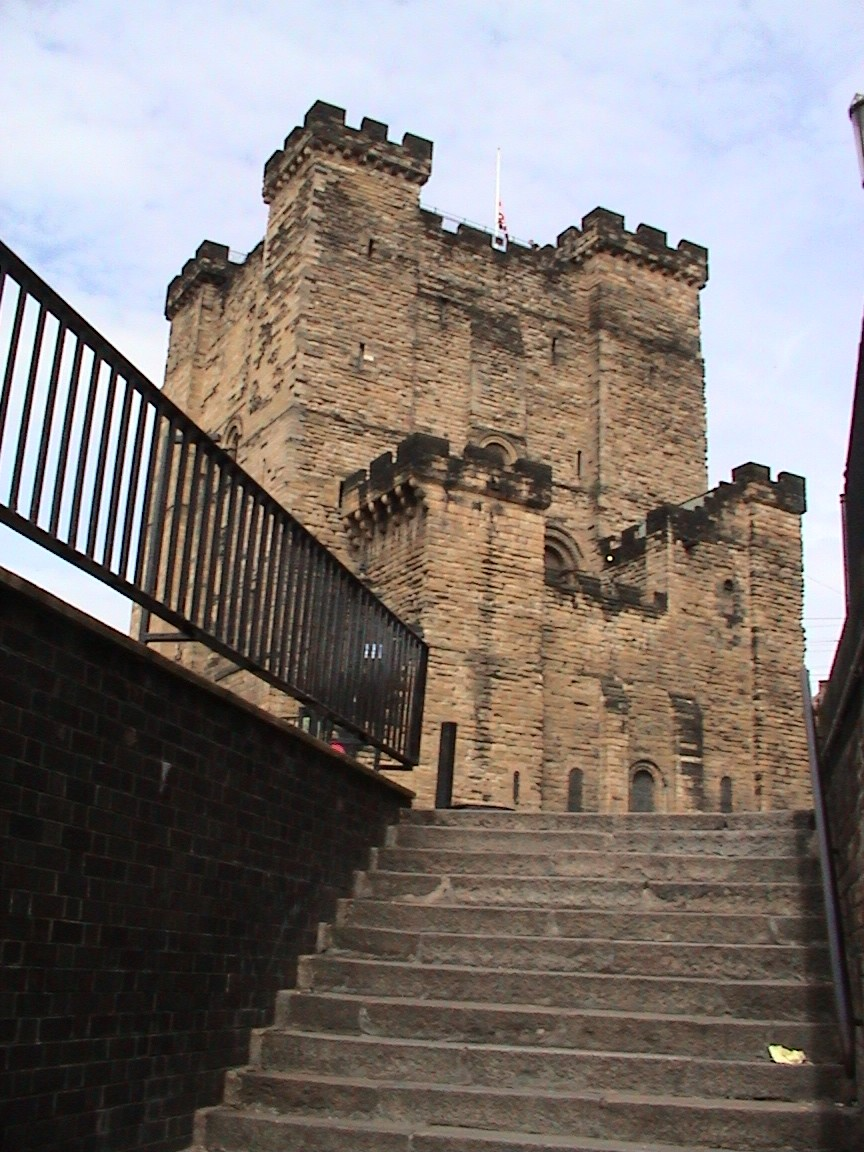
Newcastle Castle Keep.

- Det slott som gett stadens dess namn är sedan länge borta, men på dess plats byggdes mellan 1168 och 1178 ett nytt slott, Newcastle Castle Keep som finns kvar. I Wallsend, öster om stadens centrum, finns ett museum ägnat åt lämningarna från det romerska fortet Segedunum som fanns på platsen.

- Hancock Museum är ett naturhistoriskt museum medan Discovery Museum handlar om vetenskap och stadens historia. På Gateshead-sidan om Millenniumbron ligger BALTIC Centre for Contemporary Art med samtidskonst och Sage Gateshead, ett futuristiskt utformat konsert- och kulturhus.

- Bland stadens kyrkor märks Saint Andrew's church från 1000-talet, den gotiska katedralen Saint Nicholas och Saint John's church, båda från 1300-talet samt den modenare katolska Saint Mary's cathedral.[3]

- Guildhall, uppförd 1658 fungerade senare som börs.[3]

- Stadsdelen Byker med Byker Wall är ett stadsutvecklingsprojekt i Newcastle upon Tyne som färdigställdes i flera etapper mellan åren 1968 och 1982 och ritades av den svensk-brittiske arkitekten Ralph Erskine.

## Kända personer från Newcastle
- Cheryl Cole, Singer from X-factor, Girls Aloud
- Rudolf Abel, spion
- Rowan Atkinson, komiker
- Mark Knopfler, musiker
- Jimmy Nail, skådespelare
- Alan Shearer, fotbollsspelare
- George Stephenson, konstruktör av loket Rocket.
- Andy Taylor, musiker (medlem i Duran Duran)
- Eric Burdon, musiker (sångare i The Animals)
- Sting, musiker, (sångare i The Police)
- Neil Tennant, musiker, (sångare i Pet Shop Boys)
- Brian Johnson, musiker, (sångare i AC/DC)
- Paul Gascoigne, fotbollsspelare
- Bryan Ferry, musiker, (sångare i Roxy Music)
- Andrea Riseborough, skådespelerska
- Anthony McPartlin, komiker
- Declan Donnelly, komiker
- Hank Marvin, The Shadows

## Vänorter
- Bergen, Norge
- Groningen, Nederländerna
- Gelsenkirchen, Tyskland
- Nancy, Frankrike
- Taiyuan, Kina
- Atlanta, USA
- Haifa, Israel
- Newcastle, Australien
- Newcastle, Sydafrika
- Malmö, Sverige